# زورخانه خواجه خضر
زورخانه خواجه خضر مربوط به دوره صفوی است و در یزد، خیابان امام خمینی، محله خواجه خضر واقع شده و این اثر در تاریخ ۱۷ اسفند ۱۳۸۱ با شمارهٔ ثبت ۷۷۸۲ به‌عنوان یکی از آثار ملی ایران به ثبت رسیده است.